# Розенко, Пётр Акимович
Пётр Аки́мович Розе́нко (1907—1991) — работник угольной промышленности Донбасса, видный государственный деятель, председатель Госплана Украинской ССР, заместитель Председателя Совета Министров Украинской ССР.

## Биография
Родился в семье рабочего 20 декабря (7 декабря по старому стилю) 1907 года в Горловке Донецкой области. Украинец.
С 1924 года работал на шахтах Донбасса.
Окончил Донецкий горный институт в 1931 году.
- С 1937 года — в аппарате Наркомата топливной промышленности СССР и Министерства угольной промышленности СССР.
- В 1950—1952 — заместитель директора комбината «Сталинуголь», в 1952—1954 — начальник комбината «Сталиношахтострой».
- В 1954—1957 — заместитель председателя Совета Министров Украинской ССР.
- В 1957—1959 — первый заместитель председателя Госплана Украинской ССР.
- В 1959—1980 — заместитель председателя Совета Министров Украинской ССР.
- В 1959—1963 — председатель Госплана УССР.
- В 1963—1965 — председатель СНХ Украинской ССР.
- В 1967—1979 — председатель Госплана Украинской ССР.

C января 1979 года — персональный пенсионер союзного значения.
Скончался 19 августа 1991 года в г. Киеве.
Член партии с 1943 года. Делегат съездов КПСС. Член ЦК КПСС (1961—1966). Кандидат в члены ЦК КПСС (1966—1981). Также был членом ЦК КП Украины.
Депутат Верховного Совета СССР 5, 6, 7, 8, 9 созывов.
Дети: Людмила, Валерий, Галина. Внуки: Екатерина, Ирина, Павел, Пётр.

## Награды
- Герой Социалистического Труда (1977).
- Награждён медалью «За трудовое отличие» (1939).[6]